# 罗伯托·马塞洛·莱文斯顿
罗伯托·马塞洛·莱文斯顿·拉沃尔达（西班牙語：Roberto Marcelo Levingston Laborda，1920年1月10日—2015年6月17日）是阿根廷政治人物，1970年政變推翻胡安·卡洛斯·翁加尼亞自任總統，不到一年後亦遭亞歷杭德羅·阿古斯丁·拉努塞推翻。